# Gundulić
Gundulić (tal. Gondola), dubrovačka plemićka obitelj. Od svih dubrovačkih plemenitih obitelji Gundulići su imali najstarije sačuvano rodoslovlje, koje je sezalo do Stjepana (1014.), a prvi zabilježeni spomen obitelji datira iz 1190.
Drži se najvjerojatnijim da je praotac kasnijih Gundulića bio Mihovil, dubrovački poslanik bizantskom caru Aleksiju III. Angelu 1196., pregovarač o trgovini s talijanskim gradom Monopolijem 1201. Njegov sin Ivan (spominje se 1190. – 1234.) raspolagao je velikim bogatstvom i utemeljio benediktinski samostan sv. Jakova na Višnjici. Praunuci njegova brata Damjana (spominje se 1215. – 1222.), Pavao (spominje se 1285. – 1351.) i Junije (spominje se 1282. – 1320.), trgovali su solju i sudjelovali u političkom životu grada. Pavlov sin Ivan (spominje se 1330. – 1372.) uspješno je trgovao solju i žitom, više puta bio biran za suca, a 1345. postao je rizničarom crkve sv. Marije. Njegov je utjecaj jačao nakon Zadarskoga mira 1358., pa je 1359. bio biran za jednog od dvojice ratnih zapovjednika, potom za jednog od trojice kneževa (1366. i 1369.) te više puta za izaslanika komune (1345., 1347., 1359., 1361., 1362.), a 1367. mirio je bana Tvrtka i brata mu Vuka. Uz njega je u to doba djelovalo više članova obitelji Gundulić koji su obnašali različite političke i upravne dužnosti, a na gospodarskom su planu najčešće trgovali stokom ili se posvetili svojim zemljoposjedima. Kao trgovac u Srijemskoj Mitrovici 1361. poslovao je Benediktov sin Petar (spominje se 1356. – 1384.), potom je 1368. bio sudac u Vidinu, a nakon povratka više puta bio je biran za kneza između 1371. i 1384. Uživao je velik ugled u Ugarskoj i od 1371. bio pouzdanik kralja Ludovika I. Anžuvinca, koji mu je tijekom više godina prepuštao godišnji danak. Njegov brat Andrija (spominje se 1348. – 1379.) bio je 1368. sudac u Vidinu i na ugarskom dvoru stekao naslov kraljevskog viteza. Potkraj XIV. i na početku XV. st. isticali su se Ivanov sin Pavao (spominje se 1372. – 1416.) i Nifikov sin Marin (spominje se 1363. – 1405.). Pavao i Marin dulje su vrijeme zbog posla boravili u Mlecima, a potom politički djelovali u Dubrovniku (Marin je bio knez 1397., a Pavao je na tu dužnost do 1387. biran više puta). Od početka XV. st. položaj je Gundulića još više jačao (davali su po dva do tri kneza godišnje). Potomci drugoga Ivanova sina, Jakova (spominje se 1369–1414), i Nifikova sina Marina dali su dvije grane Gundulića, koje su djelovale tijekom više stoljeća, a pojedinci su se osobito isticali sudjelovanjem u različitim diplomatskim misijama. Marinov sin Benedikt (spominje se 1399. – 1444.) imao je tražiti 1430. od bosanskog kralja Tvrtka II. i vojvode Sandalja Hranića Kosače Trebinje i Lug s okolicom, Ivan je više puta boravio u Bosni (1403., 1415., 1423., 1430. i 1432.) i bio svjedokom ubojstva kneza Pavla Radinovića, Jakov je bio dubrovački izaslanik kod despota Đurđa Brankovića (1451. i 1452.) te na krunidbi bosanskog kralja Stjepana Tomaševića 1461. u Jajcu, a 1463. izabran je s Vladislavom da pođe u Bosnu pred kralja Matiju i pozove ga u Dubrovnik. Njihov je suvremenik bio Nikola, koji je kao poslanik išao u Bosnu, a 1483. nosio je s Nikolom Palmotićem danak sultanu Bajazidu II. Za lastovske krize kao dubrovački poslanici išli su papi Klementu VIII. Ivanov sin Marin i Džore Gučetić, koji su uz pomoć španjolske diplomacije i kardinala Cinzija Aldobrandinija uspjeli ublažiti neraspoloženje kurije prema Dubrovniku. U polovici XVII. st. zapaženiju je ulogu imao Nikolica Pavin, koji je 1660. postavljen za vojnog zapovjednika; kao izaslanik išao je bosanskom namjesniku Seidu Ahmed-paši, a 1663. vjerojatno u Rim papi. Mato je 1670-ih zastupao dubrovačke interese na području Osmanskoga Carstva, 1673. pregovarao je s velikim vezirom Ahmed-pašom Köprülüjem o podizanju crkve u Beogradu mjesto one koja je 1672. izgorjela, a 1675. izvijestio je kuriju o vjerskim prilikama u balkanskim zemljama. U Beču je u prvoj polovici 18. st. djelovao trgovac Sigismund, čije se ime dovodi u vezu s protuturskim pokretom u Bosni 1737. i osnivanjem trgovačkoga društva u Beču 1739. s Josipom Antunom Zanchijem i Aleksandrom Patačićem. Sigismund se obvezao nabavljati tursku vunu u Dubrovniku i slati je Zanchiju u Rijeku, a ovaj dalje Patačiću u Kranjsku.
Obitelj je dala više kulturnih djelatnika, pjesnika, književnika, rektora i diplomata, od kojih treba spomenuti: pisca → Frana Lucijana; spisateljicu Mariju (16. st.), suprugu Nikole Vitova Gučetića; trgovca knjigama i tiskara Trojana (u. oko 1555.), uz čije je ime vezano tiskanje prve knjige u Beogradu (Četverojevanđelje, 1552.); skupljača povijesne građe Franu (u. oko 1564.); putopisca Ivana (u. 1565.); humanista i diplomata → Ivana Marinova; diplomata i pravnog pisca → Frana. Na prijelazu iz XVI. u XVII. st. djelovalo je više članova obitelji Gundulić, od kojih su se istaknuli Frano (1587. – 1629.), pjesnik latinskih i talijanskih stihova; pjesnik Ivan (1589. – 1638.); kulturni i znanstveni djelatnik → Marin; njegov brat, kroničar → Ivan Marinov; jedan od najvećih dubrovačkih književnika → Ivan. U 17. st. istaknuli su se njegovi sinovi, austrijski maršal Frano (1630. – 1700.), koji je 1655. posredovao u Moskvi u sklapanju poljsko-ruskog mira i na talijanskom opisao svoj put u Moskvu; dramatičar, pjesnik i prevoditelj →  Šiško; vojnik, diplomat, političar i putopisac Mato (Matej) (1636. – 1784.). Potkraj 17. i u prvoj polovici 18. st. živio je pjesnik, dramatičar i prevoditelj → Dživo Gundulić. Josip Frano (1711. – 1774.), naslovni biskup Tempe, iako rođenjem i djelovanjem vezan uz Austriju i Njemačku, radio je u interesu Dubrovnika. Posljednji muški član obitelji bio je Sigismund-Dominik (umro 1800. godine).
Posljednji član ove obitelji, barun Frano Gondola, inače vitez malteškog reda i od 1889. godine do smrti načelnik Dubrovnika. Neoženjen je preminuo u Dubrovniku 7. ožujka 1899. godine, a pokopan je na groblju Sv. Mihajla u obiteljskoj grobnici na Lapadu. Austrijska vlada mu je 1845. godine dodijelila barunski naslov.

## Poznate osobe
- Ivan Gundulić, hrv. pjesnik
- Šiško Gundulić, hrv. pjesnik
- Dživo Gundulić, hrv. pjesnik
- Fran Gundulić, austrijski general
- Frano Gondola, dubr. političar

- Dživo Gundulić
- Frano Gundulić
- Fran Josip Gundulić biskup Tempe
- Frano Gondola (Ghetaldi)